# Linus Lerner
Linus Lerner (1968) es un director de Orquesta y cantante brasileño. Tanto dirigiendo una orquesta sinfónica, como en un coro, o en el foso de la ópera, el maestro Lerner ha llevado a cabo diversas giras en los Estados Unidos, Brasil, Bulgaria, China, República Checa, México, España, Turquía, Venezuela, Corea del Sur e Italia.

## Biografía
Es el director artístico de la Orquesta Sinfónica del Sur de Arizona (SASO) con sede en Tucson, EE.UU, de la Orquesta Sinfónica de Río Grande do Norte (OSRN) con sede en Natal, Brasil y de los Festivales de Ópera de Oaxaca, y Zacatecas en México. También es parte del cuerpo docente del renombrado Round Top Festival Hill en Texas. En el presente 2015 fue nombrado director artístico del Festival Internacional de Música Gramado In Concert en Brasil.
Con la SASO continua la preparación para seguir con su temporada de conciertos 2014-2015 y con quienes ha realizado giras por China, así como en Oaxaca, México y también la grabación de un CD de compositores de Tucson.